# 曾和町
曾和町（そわちょう）は、兵庫県神戸市灘区の町名の一つであり、同区北東部、旧高羽字岨（そわ）に昭和7年（1932年）9月充て字して命名された。郵便番号：657-0063。

## 地理
北は赤松町、東は寺口町、南は神戸市主要地方道山麓線を隔て山田町、西は神戸市主要地方道神戸六甲線を隔てて篠原北町。東から順に一～三丁目が存在する。

### 地価
住宅地の地価は、2015年（平成27年）1月1日の公示地価によれば、曾和町2-6-14の地点で38万4000円/m2となっている。灘区内で最も地価が高い。

## 由来
岨（そわ）は崖・山腹・傾斜地を示し、今は六甲台（六甲台町）となった勘太郎山の裾に当たる。

## 人口統計
令和2年国勢調査（2020年10月1日）での世帯数329、人口694、うち男性308人、女性386人
。